# Бриден
Бриден (њем. Brieden) општина је у њемачкој савезној држави Рајна-Палатинат. Једно је од 92 општинска средишта округа Кохем-Цел. Према процјени из 2010. у општини је живјело 137 становника. Посједује регионалну шифру (AGS) 7135014.

## Географски и демографски подаци
Бриден се налази у савезној држави Рајна-Палатинат у округу Кохем-Цел. Општина се налази на надморској висини од 277 метара. Површина општине износи 4,4 km². У самом мјесту је, према процјени из 2010. године, живјело 137 становника. Просјечна густина становништва износи 31 становника/km².